# Sofronio I di Costantinopoli
Sofronio I (in greco Σωφρόνιος Α΄?; fl. XV secolo) è stato un arcivescovo ortodosso greco, patriarca ecumenico di Costantinopoli dal 1463 al 1464. Gli anni esatti del regno sono incerti e sono presenti più proposte.

## Biografia
Non si sa quasi nulla della vita e del patriarcato di Sofronio. È noto solamente un atto con il suo nome datato agosto 1464 che certificava una croce appartenuta all'imperatore David di Trebisonda: il documento è probabilmente un falso, ma conferma comunque che Sofronio fosse il patriarca in carica in quel periodo. Secondo Blanchet, che pone il regno di Sofronio dopo quello di Josafat, fu metropolita di Eraclea prima di essere eletto patriarca.

### Identificazione con Silvestro Siropulo
Una fonte primaria identifica Sofronio con il nome Syropoulos. Fu ipotizzato, ma non verificato, che Sofronio fosse Silvestro Siropulo, il religioso ortodosso che partecipò al Concilio di Firenze e che scrisse una cronaca dello stesso. Silvestro Siropulo apparteneva alla fazione a favore a favore dell'unione delle Chiese occidentali e orientali e firmò i documenti del Concilio. Questo fatto è però contrario alla possibile identificazione di Sofronio con Silvestro Siropulo; se tuttavia fossero davvero la stessa persona, ciò potrebbe giustificare la damnatio memoriae effettuata nelle fonti contro il patriarca.

## Datazione del suo regno
Gli esatti anni del regno di Sofronio I sono contestati tra gli studiosi. Kiminas (2009), Podskalsky (1988), Laurent (1968) e Runciman (1985), pongono il regno dopo quello di Josafat I, datandolo tra giugno 1463 e agosto 1464.
Altri studiosi, seguendo le proposte del vescovo Germano di Sardi (1933) e Grumel (1958), nonché il sito web ufficiale del Patriarcato ecumenico, propongono che Sofronio I avesse regnato prima di Josafat I; le date fornite differiscono solo di alcuni mesi da quelle sopra menzionate a causa di una diversa durata suggerita del secondo regno di Gennadio II. Blanchet (2001) propone per il regno di Sofronio le date dal 1º aprile 1462 all'estate 1464, subito dopo Isidoro II e immediatamente prima di Josafat I.